# Hyrtios altus
Hyrtios altus är en svampdjursart som först beskrevs av Polejaeff 1884.  Hyrtios altus ingår i släktet Hyrtios och familjen Thorectidae.
Artens utbredningsområde är Tristan da Cunha. Inga underarter finns listade i Catalogue of Life.